# Hal Robson-Kanu
Thomas Henry Alex Robson-Kanu, mais conhecido como Hal Robson-Kanu (Londres, 21 de maio de 1989), é um futebolista galês que atua como atacante. Atualmente está sem clube.

## Carreira
Após fazer parte das categorias de base no Arsenal, o centroavante foi para o Reading, em 2004, e ficou por 12 anos na equipe, sendo promovido ao elenco profissional em 2007 e fazendo parte do clube por 9 Anos, saindo em 2016
Kanu faz parte do elenco da Seleção Galesa de Futebol da Eurocopa de 2016.